# День счастья
«День счастья» — советский полнометражный чёрно-белый художественный фильм, поставленный на киностудии «Ленфильм» в 1963 году режиссёром Иосифом Хейфицем по повести Юрия Германа.

Премьера фильма в СССР состоялась 27 июля 1964 года.

## Сюжет
Врач скорой помощи Александр встречается в автобусе с прекрасной незнакомкой и тёзкой Александрой. Влюбившись, Александр проводит со спутницей целый вечер, но теряет её в толпе. Не в силах забыть незнакомку, он пытается найти её вновь.
Муж Александры становится невольным виновником трагедии, отказавшись от экспедиции. Он устраивает себе «день счастья», который проводит с любимой женой. Измученная пьянством мужа и бездельем, Александра решает изменить свою жизнь, уехать в деревню и вернуться к работе в школе.

## В фильме снимались
- Тамара Сёмина — Александра Николаевна Орлова
- Валентин Зубков — Фёдор Андреевич, муж Александры
- Алексей Баталов — Александр Николаевич Берёзкин, врач скорой помощи
- Николай Крючков — портной Тимофей Кашин, отец Риты
- Лариса Голубкина — Рита, соседка Шуры
- Иосиф Конопацкий — Лев Леонидович, жених Риты
- Владимир Тыкке — Анатолий Стрельцов, жених Риты
- Людмила Глазова — новая жена зятя Берёзкина
- Владимир Липпарт — Николай Евгеньевич, учитель сельской школы, отец Шуры
- Мария Призван-Соколова — кляузница
- Мария Самойлова — мама Берёзкина
- Павел Суханов — бывший зять Берёзкина
- Георгий Штиль — Жора Есаулов, водитель "Скорой"
- Анна Лисянская — дама с девочкой
- Изиль Заблудовский — геолог с трубкой
- Борис Аракелов — работник телеателье

## Съёмочная группа
- Сценарий — Юрия Германа, Иосифа Хейфица
- Постановка — Иосифа Хейфица
- Главный оператор — Генрих Маранджян
- Художники — Белла Маневич, Исаак Каплан
- Режиссёр — Виталий Мельников
- Композитор — Надежда Симонян